# Ковалево (Підляське воєводство)
Ковалево (пол. Kowalewo) — село в Польщі, у гміні Кольно Кольненського повіту Підляського воєводства.
Населення — 145 осіб (2011).
У 1975-1998 роках село належало до Ломжинського воєводства.

## Демографія
Демографічна структура станом на 31 березня 2011 року:
|          | Загалом | Допрацездатний вік | Працездатний вік | Постпрацездатний вік |
| -------- | ------- | ------------------ | ---------------- | -------------------- |
| Чоловіки | 64      | 14                 | 39               | 11                   |
| Жінки    | 81      | 25                 | 32               | 24                   |
| Разом    | 145     | 39                 | 71               | 35                   |